# オレンジ油

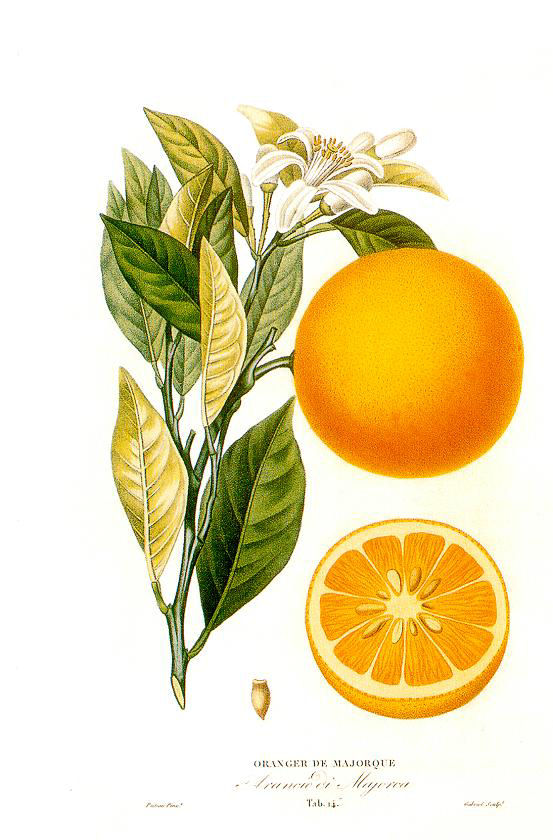

オレンジ油（オレンジゆ）、オレンジオイル（英: orange oil）とは、温州ミカン、ダイダイ（ビターオレンジ）などの柑橘類（かんきつるい）の果皮に含まれている揮発性の油、つまり精油である。油脂ではない。主成分はリモネンである。柑橘類が含有するビタミンCなどの水溶性成分は含まれない。果皮を低温圧搾することで抽出する。水蒸気蒸留が利用されることもあるが、成分組成がやや異なっている。精油の多くは、オレンジジュースの副産物であり、残留物に溶剤を加えて抽出したり、濃縮オレンジジュースを蒸留する方法もある。こうしたタイプの異なる精油を混合することで、一定の質の精油が作られる。精油は短期間で酸化するため、消費期限が非常に短く、ふつう抗酸化剤が添加されている。他の柑橘類の精油を混ぜたり、合成リモネンを添加する場合もある。
オレンジ油に含まれるリモネンには、発泡スチロール、ポリスチレン、ゴムを溶かす作用（溶解作用）がある。ゴム風船程度の厚さならば、塗布後数秒程度で穴を開けることができる（塗布量による）。ストーマ用装具を外す際の接着剤の融解にも利用される。（ストーマは人工肛門・人工膀胱のこと。）リモネンには、汚れを落とす作用、揮発性、引火性がある。また、ゴキブリに対する忌避活性がみられるという研究結果もあるが、この効果における主成分はリモネンである。忌避効果は、用量とゴキブリの種によって異なる。
食品や飲料に添加されたり、香水にも用いられる。洗剤等にも利用されている。日本薬局方に、温州ミカンなどから採取される「オレンジ油」が収載されており、医薬品として扱われる。
低温圧搾法で抽出した精油はアロマテラピーにも利用され、臨床研究で、精油の芳香によりリラクゼーション効果、不安の軽減が見られた。精油に含まれるリモネンが短期間で酸化し感作物質に変化し、光毒性の問題もあるため、オレンジ油の皮膚塗布は問題が起こる可能性が高い。